# C. Thomas Howell
Pour les articles homonymes, voir Howell.
Christopher Thomas « Tommy » Howell (né le 7 décembre 1966), connu sous son nom de scène C. Thomas Howell, est un acteur et un réalisateur américain.

## Biographie
Il joue notamment dans E.T., le film de Steven Spielberg, où il tient le rôle de Tyler, dans le film de Francis Ford Coppola de 1984, Outsiders, où il tient celui de Ponyboy Curtis, ou encore dans Hitcher, en 1986, où il est Jim Halsey. Il est également l'interprète du rôle de Michael Ryan dans Secret Admirer.
Il tient aussi le rôle de Robert dans L'Aube rouge aux côtés de Patrick Swayze et Jennifer Grey.
Il a été pressenti pour jouer le rôle du personnage Marty McFly dans le film Retour vers le futur avant que celui-ci ne soit interprété par Michael J. Fox.
Il a été marié à l'actrice Rae Dawn Chong de 1989 à 1990. De 1992 à 2016, il est marié à Sylvie Anderson avec qui il a eu trois enfants : Isabelle (née le 17 février 1993), Dashiell (né le 2 janvier 1997) et Liam (né le 24 avril 2001).

## Filmographie partielle

### Cinéma
- 1982 : E.T. l'extra-terrestre (E.T. the extra-terrestrial) de Steven Spielberg : Tyler
- 1983 : Outsiders de Francis Ford Coppola : Ponyboy Curtis
- 1984 : Grandview, U.S.A. de Randal Kleiser : Tim Pearson
- 1984 : L'Aube rouge (Red Dawn) de John Milius : Robert Morris
- 1984 : Tank de Marvin J. Chomsky: Billy
- 1985 : Une amie qui vous veut du bien (Secret Admirer) de David Greenwalt : Michael Ryan
- 1986 : Hitcher (The Hitcher) de Robert Harmon : Jim Halsey
- 1986 : Soul Man de Steve Miner : Mark Watson
- 1987 : A Tiger's Tale de Peter Douglas
- 1988 : Toscanini (Il giovane Toscanini) de Franco Zeffirelli : Arturo Toscanini
- 1989 : Le Retour des Mousquetaires (The Return of the Musketeers) de Richard Lester : Raoul
- 1993 : Gettysburg de Ronald F. Maxwell : Lieutenant Thomas Chamberlain
- 1994 : Teresa's Tattoo de Julie Cypher : Carl
- 1995 : Mad Dogs and Englishmen de Henry Cole : Mike
- 1997 : Dilemma : Thomas "Quin" Quinlan
- 1997 : Le Vaisseau de l'enfer (Dead Fire) : Tucker
- 1998 : Déviants (Sleeping Dogs) : Sanchez Boon
- 1999 : Shepherd (The Shepherd) de Peter Hayman : Boris Dakota
- 2002 : Killer Bees : le shérif
- 2003 : Gods and Generals : sergent Thomas Chamberlain
- 2003 : Hitcher 2 (The Hitcher II: I've Been Waiting) : Jim Halsey
- 2004 : Hidalgo : Preston Webb
- 2005 : Insects : Curtis
- 2008 : The Day the Earth Stopped : Josh Mayron
- 2009 : The Land That Time Forgot de C. Thomas Howell
- 2010 : Toxic : Joe
- 2010 : The Terror Experiment : Grasso
- 2012 : The Amazing Spider-Man : Ray Cooper
- 2015 : Woodlawn : Shorty
- 2016 : L. B. Johnson, après Kennedy de Rob Reiner : Walter Jenkins (en)
- 2016 : L'Attaque des Donuts Tueurs (Attack of The Killer Donuts) de Scott Wheeler (II) : Officier Roberts
- 2022 : Because We're Family de Christine Nyhart Kaplan et Angela Stern : Peter
- 2023 : Old Dads de Bill Burr : Ed Cameron

### Télévision

#### Téléfilm
- 2005 : La Guerre des mondes (H.G. Wells's War of the Worlds) : George Herbert
- 2005 : L'Aventure du Poséidon (The Poseidon Adventure) : Docteur Ballard
- 2012 : Vengeance aveugle (Home Invasion) : Ray
- 2014 : Au cœur de la tempête (Category 5) : Charles DuPuis
- 2014 : D'amour et de feu (Rescuing Madison) : Rad Leffler

#### Séries télévisées
- 1996 : Kindred : Le Clan des maudits (Kindred: The Embraced) : détective Franck Kohanek
- 1998 : Au-delà du réel : l'aventure continue : capitaine Miles Davido (saison 4, épisode 13)
- 1999 : Amazon : Docteur Alex Kennedy
- 2005 : Un petit pas vers le bonheur (Ordinary Miracles) : James "Jim" Powell
- 2011 : Chaos : Carson Simms (saison 1, épisode 13)
- 2011 : Torchwood : Le gentleman (saison 4, épisode 4 : Mort, c'est mort)
- 2011 : The Glades : Peyton Robinson (saison 2, épisode 8)
- 2012 : Longmire : Ray Stewart (saison 1, épisode 3)
- 2012 : Alphas : Eli Aquino (saison 2, épisode 2)
- 2012 : Revolution : Bounty Hunter (saison 1, épisode 2)
- 2012 : Castle : John Campbell (saison 5, épisode 7)
- 2012 : Hawaii 5-0 : Martin Cordova (saison 3, épisode 9)
- 2013 : Condamnés au silence (An Amish Murder) : Nathan Detrick
- 2009 - 2013 : Southland : Officier Bill "Dewey" Dudek (27 épisodes)
- 2013 : Sons of Anarchy : Agent Frank Eagan (saison 6, épisode 2)
- 2013 : Blue Bloods : Alex Polanski (saison 4, épisode 8)
- 2014 : Grimm : Weston Steward (saison 3 : épisodes 18, 19, 21 et 22 / saison 4 : épisode 1)
- 2014-2015 : Girlfriends' Guide to Divorce : Nate (saison 1, épisodes 2, 3, 4 et 10)
- 2015 : Motive : Joe Hillis (saison 3, épisode 8)
- 2015 : Ties That Bind : Monsieur Witherspoon (saison 1, épisode 6)
- 2015 : Sleepy Hollow : Agent spécial Mick Granger (saison 3, épisode 1)
- 2017 : Outcast : Simon Barnes (saison 2, épisodes 8 à 10)
- 2015-2017 : Stitchers : Daniel Stinger (saison 1 : épisodes 1 et 10 / saison 2 : épisode 1 / saison 3 : épisodes 1, 5, 9 et 10)
- 2017 : Ray Donovan : Docteur Brogan (saison 5, épisodes 1, 3, 5 et 12)
- 2017 : The Punisher : Carson Wolf (saison 1, épisodes 1 à 3)
- 2018 : Blacklist : Earl Fagen (saison 5, épisodes 12 et 15)
- 2016-2018 : Animal Kingdom : Paul Belmont (saison 1 : 8 épisodes sur 10 / saison 3 : épisodes 5 et 7)
- 2018 : The Good Cop : Un homme d'affaires (saison 1, épisode 9)
- 2018 : MacGyver (2016) : Vasil (saison 3, épisode 4)
- 2018 : Dynastie (Dynasty) : Max Van Kirk (saison 2, épisodes 1 et 2)
- 2019 : Harry Bosch : Louis Degner (saison 5, épisodes 4, 5 et 8)
- 2019 : The Terror : Major Browen (saison 2, épisodes 3, 4, 5, 7 et 8)
- 2009, 2013 et 2020 : Esprits criminels (Criminal Minds) : George Foyet / L'Éventreur de Boston (saison 4 : épisodes 18 et 26 / saison 5 : épisodes 1 et 9 / saison 9 : épisode 5 / saison 15 : épisode 10)
- 2021 : Creepshow : Sam Spinster  (saison 2, épisode 2)
- 2018 et 2021 : The Walking Dead : Roy (saison 9 : épisode 7 / saison 11 : épisodes 1 et 2)
- 2017-2022 : SEAL Team : Ash Spencer (saison 1 : épisodes 4 et 7 / saison 2 : épisodes 12, 21 et 22 / saison 3 : épisode 3 / saison 5 : épisodes 3, 4, 7, 9 et 10 / saison 6 : épisode 10)
- 2023 : Chargés à bloc : Hagerty

## Voix françaises
| - Serge Faliu dans : - The Day the Earth Stopped (téléfilm) - Southland (série télévisée) - Au cœur de la tempête (téléfilm) - Motive (série télévisée) - Conscience Morale (série télévisée) - Suivre son cœur (téléfilm) - L. B. Johnson, après Kennedy - SEAL Team (série télévisée) - Philippe Dumond dans : - Esprits criminels (série télévisée) - Psych : Enquêteur malgré lui (série télévisée) - Condamnés au silence (téléfilm) - Ray Donovan (série télévisée) - Outcast (série télévisée) - Vincent Ropion dans : - Tank - Une amie qui vous veut du bien - Le Retour des mousquetaires - Jean-François Vlérick dans : - Chute mortelle - Crimson Force (téléfilm) - Castle (série télévisée) - Emmanuel Karsen dans : - Essaim mortel (téléfilm) - Summerland (série télévisée) - D'amour et de feu (téléfilm) - Thierry Ragueneau dans : - Un drôle de méli-mélo (téléfilm) - Au-delà du réel : L'aventure continue (série télévisée) | - Emmanuel Jacomy dans : - Destins croisés (série télévisée) - L'Aventure du Poséidon (téléfilm) - Éric Baugin dans : - Outsiders - Hitcher - Éric Herson-Macarel dans (les séries télévisées) : - The Punisher - Blacklist - Jérémie Covillault dans (les séries télévisées) : - The Terror - Chargés à bloc Et aussi - Luq Hamet dans L'Aube rouge - Michel Mella dans Soul Man - Éric Legrand dans Toscanini - Philippe Vincent dans Kid - Jérôme Rebbot dans Une passion d'été - Régis Reuilhac dans Fausse ressemblance - Mathieu Rivolier dans Dilemma - Edgar Givry dans 24 heures chrono (série télévisée) - Patrice Baudrier dans Urgences (série télévisée) - Georges Caudron (*1952 - 2022) dans Un petit pas vers le bonheur (téléfilm) - Luc Bernard dans Chaos (série télévisée) - Constantin Pappas dans La Belle de Noël (téléfilm) - Patrick Osmond (*1957 - 2020) dans Grimm (série télévisée) - Olivier Chauvel dans Sleepy Hollow (série télévisée) - Jean-Michel Vovk dans Girlfriends' Guide to Divorce (série télévisée) - Bruno Dubernat (*1962 - 2022) dans Dynastie (série télévisée) |